# 青天衙门
《青天衙门》，是以清代康熙年间为背景的中国大陆古装悬疑侦破类武侠喜剧，该剧为单元剧形式，各单元故事相对独立，內容除角色姓名不同之外，其餘情節、臺詞，甚至單元命名等均「脫胎」自台灣華視1997年播出之《施公奇案》，但華視有否售賣版權的問題仍未得知。现已拍摄两部，分别为《青天衙门》(2003年)、《青天衙门Ⅱ伏魔录》(2005年)，各40集。

## 劇情
讲述了清朝康熙年间的松江县令谭振英和他的“青天衙门”除暴安良的故事。
青天衙門
第一單元《燒餅皇帝芝麻官》（對應施公奇案第一單元《燒餅皇帝芝麻官》）
第二單元《血手印》（對應施公奇案第三單元《血手印》）
第三單元《龍兒》（對應施公奇案第三十五單元《龍兒》）
第四單元《七彩蝴蝶》（對應施公奇案第十四單元《七彩蝴蝶》）
第五單元《雷霆報》（對應施公奇案第三十八單元《雷霆報》）

青天衙門Ⅱ伏魔錄
第一單元《將軍之愛》（對應施公奇案第二十一單元《辣筆老辛》）
第二單元《審妻記》（對應施公奇案第二十七單元《審妻記》）
第三單元《望子成龍》（對應施公奇案第三十單元《望子成龍》）
第四單元《花轎奇謀》（對應施公奇案第十單元《花轎奇緣》）

## 角色
第一部
- 保劍鋒 飾康熙皇帝
- 鍾夫翔 飾譚振英
- 潘虹 飾皇太后
- 王剛 飾岳英大人
- 夏雨 飾端王爺
- 丁海鋒 飾黃義天
- 王艷 飾子煜格格
- 沈傲君 飾石傲霜
- 岳躍利 飾牛德章國&順治
- 徐筠 飾譚小玉
- 秦嵐 飾良妃
- 寇振海 飾毓榮學士
- 陳龍 飾江盛
- 聶遠 飾林友慶
- 嚴寛 飾玉環春

## 電視原聲
| 曲序 | 曲目               |      | 作曲 | 演唱   |
| ---- | ------------------ | ---- | ---- | ------ |
| 1.   | 萬事有我（主題曲） | 唐健 | 唐健 | 張克帆 |
| 2.   | 清白（片尾曲）     | 唐健 | 唐健 | 萬茜   |

## 外部連結
- 青天衙門緯來育樂台網頁 （页面存档备份，存于）